# Angelo Jacomuzzi
Angelo Jacomuzzi (Novi Ligure, 30 giugno 1929 – Torino, 3 novembre 1995) è stato uno scrittore e critico letterario italiano.

## Biografia
Angelo Jacomuzzi insegnò Storia della Critica Letteraria all'Università degli Studi di Torino. Redattore delle riviste "Sigma" e "Rivista di storia e letteratura religiosa", scrisse saggi rilevanti su Petrarca, Foscolo, Leopardi, Pellico e autori del Novecento, e curò l'edizione delle Rime e delle Epistole di Dante per la Utet.
Era fratello dello scrittore Stefano Jacomuzzi.

## Opere
- L'imago al cerchio. Invenzione e visione nella Divina Commedia, Milano, Silva, 1968; seconda edizione ampliata, Milano, Angeli ,1995
- La poesia di Montale, Bologna, Cappelli, 1968 (Nuova edizione: La poesia di Montale. Dagli «Ossi» ai «Diari»), Torino, Einaudi, 1978
- Il palinsesto della retorica e altri studi danteschi, Firenze, Olschki, 1972
- Una poetica strumentale: G. d'Annunzio, Torino, Einaudi, 1974
- Critica in versi, poesie, Bergamo, Il Bagatto, 1980
- La grotta d'Elia, poesie, Torino, L'arzanà, 1980

### Opere postume
- La grotta d'Elia e altre poesie edite e inedite (a cura e con postfazione di Franco Pappalardo La Rosa), Burolo, I Quaderni di Hebenon, 2005.
- La citazione come procedimento letterario e altri saggi (Prefazione di Giorgio Barberi Squarotti), Alessandria, Edizioni dell'Orso, 2005.